# Pagameopsis garryoides
Pagameopsis garryoides là một loài thực vật có hoa trong họ Thiến thảo. Loài này được (Standl.) Steyerm. mô tả khoa học đầu tiên năm 1965.